# Йоганн Йоганнссон
Йо́ганн Гу́нар Йо́ганнссон (ісл. Jóhann Gunnar Jóhannsson, 19 вересня 1969, Рейк'явік, Ісландія — 9 лютого 2018, Берлін, Німеччина) — ісландський композитор, який писав музику для широкого спектру медіа, включаючи театр, танці, телебачення та кіно. Його роботи стилізовані поєднанням традиційної оркестровки з сучасними електронними елементами.
Йоганн випускав сольні альбоми з 2002 року. 2016 року він підписав контракт з Deutsche Grammophon, на якому випустив свій останній сольний альбом Orphée. Серед його робіт у кіно — оригінальні саундтреки до фільмів Дені Вільнева Полонянки, Сікаріо та Прибуття, а також Теорія всього Джеймса Марша. Йоганнссон був номінований на премію Оскар за найкращу оригінальну музику до фільмів Теорія всього та Сікаріо і отримав Золотий глобус за найкращу оригінальну музику до першого з них. Він був музичним та звуковим консультантом фільму Мати! режисера Даррена Аронофскі у 2017 році. Його музика до фільмів Марія Магдалина та Менді була видана посмертно.
Прем'єра його єдиної режисерської роботи, Останні та перші люди, відбулася на Манчестерському міжнародному фестивалі у 2017 році, де він також виконав партитуру наживо з Філармонічним оркестром Бі-Бі-Сі.

## Ранні роки життя та кар'єра
Йоганн народився 19 вересня 1969 року в Рейк'явіку, Ісландія, в родині інженера з технічного обслуговування, який працював в IBM, Йоганна Гуннарссона та Едди Торкельсдоттір. Він навчався грі на піаніно та тромбоні з 11 років, але покинув їх у підлітковому віці. Йоганн навчався в Ісландському університеті, де вивчав мови та літературу.
Йоганн розпочав свою музичну кар'єру наприкінці 1980-х років у гурті Daisy Hill Puppy Farm, що грав у стилі прото-шугейз і випустив кілька EP, які зіграв британський діджей Джон Піл, а також отримав листа від Стіва Альбіні. Далі він працював гітаристом і продюсером, граючи в ісландських інді-рок гуртах, таких як Olympia, Unun і Ham. 1999 року Йоганн став співзасновником Kitchen Motors; аналітичного центру, мистецької організації та музичного лейблу, який заохочував міждисциплінарну співпрацю між артистами панку, джазу, класики, металу та електронної музики. Його власне звучання виникло з цих музичних експериментів.

## Сольні роботи
Перший сольний альбом Йоганна, Englabörn, був сюїтою, заснованою на музиці, написаній до однойменної театральної вистави. Йоганн підійшов до створення композиції, записавши струнні інструменти та обробивши їх за допомогою цифрових фільтрів, що дозволило йому деконструювати записи та зібрати їх заново. Альбом поєднав святий мінімалізм, Саті, Перселла та Moondog з електронною музикою таких лейблів, як Mille Plateaux та Mego. Pitchfork дав Englabörn оцінку 8.9 і описав його як «винятково стриманий, фортепіано рухається, як краплі з бурульок, що повільно тануть, скрипка дихає теплом згори. Коливання кожного подиху і падіння намистинки відчувається так, ніби це п'єса Мортона Фелдмана, стиснута до трьох хвилин».
Для свого другого альбому, Virðulegu Forsetar, годинного ембіентного твору, Йоганн використав оркестр з 11 мідних духових, дзвіночки, фортепіано та орган, додавши дзвони та електроніку, створивши звучання, що поєднує класичну, ембієнтну та експериментальну музику.
IBM 1401, A User's Manual, четвертий студійний альбом Йоганна, вийшов 30 жовтня 2006 року на лейблі 4AD. Його надихнув батько, інженер IBM і один з перших комп'ютерних програмістів Ісландії, який використовував раннє обладнання для написання мелодій під час простою на роботі. Як частину композиції Йоганн використав звуки, отримані від електромагнітних випромінювань IBM 1401.
Fordlandia, шостий повноформатний студійний альбом Йоганна, вийшов у листопаді 2008 року на лейблі 4AD і був тематично натхненний крахом бразильського каучукового заводу Генрі Форда Fordlândia.
У 2010 році Йоганн співпрацював з режисером Біллом Моррісоном над фільмом The Miners' Hymns (2011), фільмом і супровідною композицією для духового оркестру, трубного органу та електроніки, заснованим на видобутку вугілля в англійському графстві Дарем. Фільм відзначився тим, що висвітлював «соціальні, культурні та політичні аспекти вимираючої індустрії, а також сильну регіональну традицію шахтарських духових оркестрів». ЗВся робота була даниною шахтарям, які страйкували в цьому районі у 1980-х роках. Прем'єра твору відбулася наживо в Даремському соборі в липні 2010 року, а в травні 2011 року він вийшов на CD та DVD. Бі-Бі-Сі описала альбом як «чудовий реквієм для духових інструментів, присвячений колишній шахтарській громаді північно-східної Англії». Фіона Меддокс у The Observer дала п'ять зірок лондонському дебютному виконанню партитури у Барбікан-центрі, написавши: «Дивний контрапункт між ісландським мінімалістом, американським режисером і гірким епізодом недавньої британської історії призвів до створення твору, який не піддається жодній класифікації, але який є незабутнім.»
У 2021 році вийшов мініальбом Gold Dust, до якого увійшли невикористані фрагменти з різних попередніх проєктів.

## Робота у кіно
Паралельно зі своєю сольною кар'єрою у 2000-х роках Йоганн написав музику до низки творів, зокрема до ісландської комедії Dis у 2004 році, телесеріалів Svartir englar у 2007 році та In the Arms of My Enemy у 2007 році. Однак найбільшу популярність йому принесла робота з Дені Вільневим. Його першою спільною роботою з Вільневим був фільм Полонянки 2013 року. Згодом він працював над фільмами Вільнева Сікаріо (2015), який був номінований на премію Оскар за найкращий оригінальний саундтрек, та Прибуття (2016). Йоганн знову приєднався до Вільнева для роботи над фільмом Той, хто біжить по лезу 2049, але в якийсь момент під час виробництва Вільнев вирішив, що музика потребує зміни напрямку. Описуючи творчий процес над фільмом Той, що біжить по лезу 2049, Вільнев заявив, що «фільм потребував чогось іншого, і мені потрібно було повернутися до чогось ближчого до Вангеліса. Ми з Йоганном вирішили, що мені потрібно буде піти в іншому напрямку». Для завершення проєкту Вільнев залучив Ганса Циммера та Бенджаміна Воллфіша. Робота Йоганна над фільмом Джеймса Марша Теорія всього здобула премію Золотий глобус за найкращий оригінальний саундтрек у 2015 році. Його останніми роботами були фільми Менді, Гонка століття та Марія Магдалина. В інтерв'ю після виходу фільму Прибуття Йоганн прокоментував свій творчий процес, заявивши, що «йдеться про те, щоб ввести себе в стан сприйнятливості, коли ви реагуєте на вхідні дані, які можуть надходити з будь-якого місця. Не має значення, чи ви пишете для фільму, чи робите власний твір; ви завжди повинні помістити себе в цей простір». Він продовжив: «Звичайно, існують практичні параметри, пов'язані з написанням музики до фільму, а не з записом власного альбому, але я розглядаю їх як один і той самий вид роботи. І для мене існує дуже чітка межа між Englabörn і Прибуттям».
Перед смертю він був запрошений для написання музики до діснеївського Крістофера Робіна, але помер, так і не розпочавши роботу над нею.
Його єдиний повнометражний фільм, знятий ним самим, Останні і перші люди, прем'єра якого відбулася через два роки після його смерті на 70-му Берлінському міжнародному кінофестивалі, де він отримав широке визнання.

## Співпраця та інші проєкти
У березні 2015 року Йоганн об'єднався з ACME (Американським ансамблем сучасної музики) та вокальним ансамблем Roomful of Teeth, лауреатом премії Ґреммі, щоб виконати Drone Mass, описану як сучасну ораторію, у Метрополітен-музеї в Нью-Йорку. Серед його співавторів були Тім Хеккер, Гільдур Ґуднадоттір, Pan Sonic, барабанщик гурту Can Яки Лібецайт, Марк Алмонд, Баррі Адамсон та Стівен О'меллі з гурту Sunn O))). 1999 року Йоганн заснував проєкт Apparat Organ Quartet, який з 2002 року випустив два альбоми, виступаючи з концертами в Європі, Америці та Японії.

## Особисте життя
Йоганнссон покинув Рейк'явік на початку 2000-х, жив у Копенгаґені, а потім оселився в берлінському районі Кройцберг. У нього була донька, Кароліна Йоганнсдоттір, яка живе в Копенгаґені.
Йоганнссон помер у Берліні 9 лютого 2018 року у віці 48 років. Німецька токсикологічна експертиза встановила, що ймовірною причиною його смерті була смертельна комбінація кокаїну та ліків від грипу.

## Дискографія
- Englabörn (2002)
- Virðulegu Forsetar (2004)
- Dís (2004)
- IBM 1401, A User's Manual (2006)
- Fordlandia (2008)
- And In The Endless Pause There Came The Sound Of Bees (2009)
- The Miners' Hymns (2011)
- Copenhagen Dreams: Music from the film by Max Kestner (2012)
- Free The Mind: Music from the documentary by Phie Ambo (2012)
- Prisoners — Original Soundtrack (2013)
- McCanick — Music from the film (2014)
- The Theory of Everything — Original Motion Picture Soundtrack (2014)
- I Am Here with BJNilsen Music from the film by Anders Morgenthaler (2014)

### Сингли
- The Sun's Gone Dim And The Sky's Turned Black (2006)

### Музика до фільмів
- Íslenski draumurinn by Robert Ingi Douglas (Iceland, 2000)
- Óskabörn þjóðarinnar by Jóhann Sigmarsson (Iceland, 2000)
- A Man Like Me by Robert Ingi Douglas (Iceland, 2002)
- Dís by Silja Hauksdóttir (Iceland, 2004)
- Wicker Park by Paul McGuigan (United States, 2004)
  - Writer and performer for tracks: «Sálfraedingur», «Ég Átto Gráa Aesku», and «Ég Sleppi Thér Aldrei»[22]
- Blóðbönd AKA Thicker than Water by Árni Óli Ásgeirsson (Iceland, 2006)
- Voleurs de Chevaux by Micha Wald (France, 2007)
- Попіл і сніг by Gregory Colbert (US 2005)
- Personal Effects by David Hollander (US 2009)
- By Day and By Night by Alejandro Molina (MX 2010)
- Dreams in Copenhagen by Max Kestner (DK 2010)
- The Miners’ Hymns by Bill Morrison (UK 2011)
- The Good Life by Eva Mulvad (DK 2011)
- For Ellen by So Yong Kim (US 2012)
- Free The Mind by Phie Ambo (DK 2012)
- White Black Boy by Camilla Magid (DK 2012)
- Mystery by Lou Ye (CN 2012)
- McCanick by John C. Waller (US 2013)[23]
- Prisoners by Denis Villeneuve (US 2013)[24]
- I Am Here (with BJNilsen) by Anders Morgenthaler (DK 2014)
- Теорія всього (Велика Британія 2014)
- Сікаріо (США 2015)
- Прибуття (США 2016)
- Менді (США 2018)
- Останні та перші люди (Ісландія 2020)